# John M. Darley
John M. Darley (* 3. April 1938 in Minneapolis, Minnesota; † 31. August 2018 in Lawrenceville, New Jersey) war US-amerikanischer Sozialpsychologe und Professor an der Princeton University. Er beschäftigte sich vor allem mit Fragen der menschlichen Hilfeleistung und suchte hier Regeln zu finden.

## Leben
Darley studierte von 1956 bis 1960 am Swarthmore College, wo er 1960 einen Bachelor-Abschluss erwarb. Später ging er an die Harvard University, wo er einen Master (1962) und einen Ph.D. (1965) erwarb. Zu einem der wichtigsten Ph.-D.-Schüler von Darley kann Daniel Batson gezählt werden.
2005 wurde Darley in die American Academy of Arts and Sciences gewählt.

## Forschung
Darley wurde vor allem für seine Arbeiten mit Bibb Latané bekannt. Sie untersuchten den Bystander-Effekt, also die Frage, warum Menschen nicht immer intervenieren, wenn bei einem Unfall oder einer sonstigen Begebenheit Hilfe nötig ist. Hintergrund war der Mord an Kitty Genovese, die im März 1964 in New York ermordet wurde, während 38 Personen untätig zusahen.
Durch Experimente fand Darley heraus, dass ein Mehr an Personen am Ort eines Geschehens zu einer verminderten Hilfsbereitschaft führen kann. Er führte dies auf zwei Ursachen zurück. Zum einen bekämen die Leute den Eindruck, dass weil niemand helfe, alles seine Richtigkeit habe (pluralistische Ignoranz) und zum anderen werde in Gruppen unklar, wer die Verantwortung hat (Verantwortungsdiffusion), was ebenfalls die Bereitschaft, bei einem Unfall oder einer anderen Begebenheit zu helfen, reduziere.
Nach Latané und Darley (1970) kommt es nur zur Hilfeleistung, wenn
1. die Person die Situation bemerkt
2. sie als Notfall interpretiert
3. sich verantwortlich fühlt
4. weiß, wie man helfen kann
5. die „Kosten“ des Helfens (z. B. Gefahr für die eigene Gesundheit, Zeitaufwand usw.) nicht zu hoch sind.

Falls nicht alle fünf Bedingungen erfüllt sind, kommt es nicht zur Hilfeleistung.